# Kirsten Storms
Kirsten Storms (Orlando, 8 aprile 1984) è un'attrice statunitense.
È nota soprattutto per il ruolo di Zenon Kar nella trilogia Zenon - Ragazza stellare, di Belle Black in Il tempo della nostra vita e di Maxie Jones in General Hospital.

## Biografia
Kirsten Storms nasce l'8 aprile 1984 a Orlando (Florida). È la figlia del telecronista sportivo della CBS Mike Storms e di Karen Storms. Ha una sorella Gretchen, un fratello Austin e un fratellastro Chris.

### Carriera
Nel 1999 Storms è protagonista del film per la tv intitolato Zenon - Ragazza stellare nel ruolo della protagonista Zenon Kar, ruolo che poi riprende anche nel 2001 nel film sequel Zenon - La nuova avventura. Sempre nel 1999 interpreta Emily nel film per la tv Johnny Tsunami - Un surfista sulla neve. La svolta nella sua carriera arriva quando entra nel cast della soap opera Il tempo della nostra vita nel ruolo di Belle Black restando nella soap fino al 2004 venendo poi sostituita da Martha Madison. Uscita da Days, prende parte alla serie tv Clubhouse nel ruolo di Betsy Young restando nella serie fino al 2005. Nel 2005 entra nel cast della soap opera General Hospital nel ruolo di Maxie Jones. Storms lascia la soap nel 2011 per motivi medici venendo sostituita brevemente da Jen Lilley. Storms torna nel ruolo nel 2012. Nel 2007 interpreta Maxie Jones nello spin-off di General Hospital, General Hospital: Night Shift. Nel 2015 è protagonista della serie web  Winterthorne nel ruolo di Selene Winterthorne.

### Vita privata
Storms si sposa nel 2013 con l'ex co-protagonista di General Hospital, Brandon Barash e insieme hanno una figlia Harper Rose Barash nata il 7 gennaio 2014. Nel 2016 Storms divorzia da Barash.

## Filmografia

### Cinema
- Zenon - Ragazza stellare (1999)
- Love Letters (1999)
- Zenon - La nuova avventura (2001)

### Televisione
- Papà Noè - serie TV, 2 episodi (1996)
- Da un giorno all'altro - serie TV, 1 episodio (1998)
- Settimo cielo - serie TV, 3 episodi (1998)
- Movie Stars - serie TV, 1 episodio (1999)
- Johnny Tsunami - Un surfista sulla neve - film TV (1999)
- Il tempo della nostra vita - soap opera (1999-2004)
- Raven - serie TV, 1 episodio (2003)
- Clubhouse - serie TV, 11 episodi (2004-2005)
- CSI: Miami - serie TV, 1 episodio (2005)
- General Hospital - soap opera (2005-in corso)
- General Hospital: Night Shift - soap opera, 5 episodi (2007)
- Winterthorne - serie TV, 1 episodio (2015)